# 어도비 라이트룸
어도비 라이트룸(Adobe Lightroom, 과거 명칭: 어도비 포토샵 라이트룸/Adobe Photoshop Lightroom)은 어도비 시스템즈가 OS X, 마이크로소프트 윈도우를 대상으로, 다량의 디지털 그림들을 관리하고 작품을 생산하는 어도비 포토샵 사용자를 보조하기 위해 개발한 사진 컴퓨터 프로그램이다. 라이트룸은 어도비 브리지와 같은 파일 탐색기가 아니며, 사진작가들이 비 디지털 세상에서 하던 것과 동일하게 디지털 사진의 보기, 편집, 관리를 도와주는 이미지 관리 응용 데이터베이스이다. 어도비 공식 홈페이지에서 라이트룸과 포토샵이 포함된 포토그래피 플랜 구독 서비스가 월 11,000원에 제공되고 있다.

## 기능
- 라이브러리 - 여러 이미지를 확인하고 관리 (어도비 포토샵 엘리먼츠의 Organizer와 개념이 비슷함)
- 개발(현상) - 순수 RAW 및 JPEG 파일 편집
- 슬라이드쇼 - 도구 및 내보내기 기능
- 인쇄 - 레이아웃 옵션 및 환경 설정
- 웹 - 자동 갤러리 제작 및 업로드
- 수많은 유명 니콘, 캐논 DSLR을 위한 테더링 캡처 지원[7]